# Sant Joan de Lleida

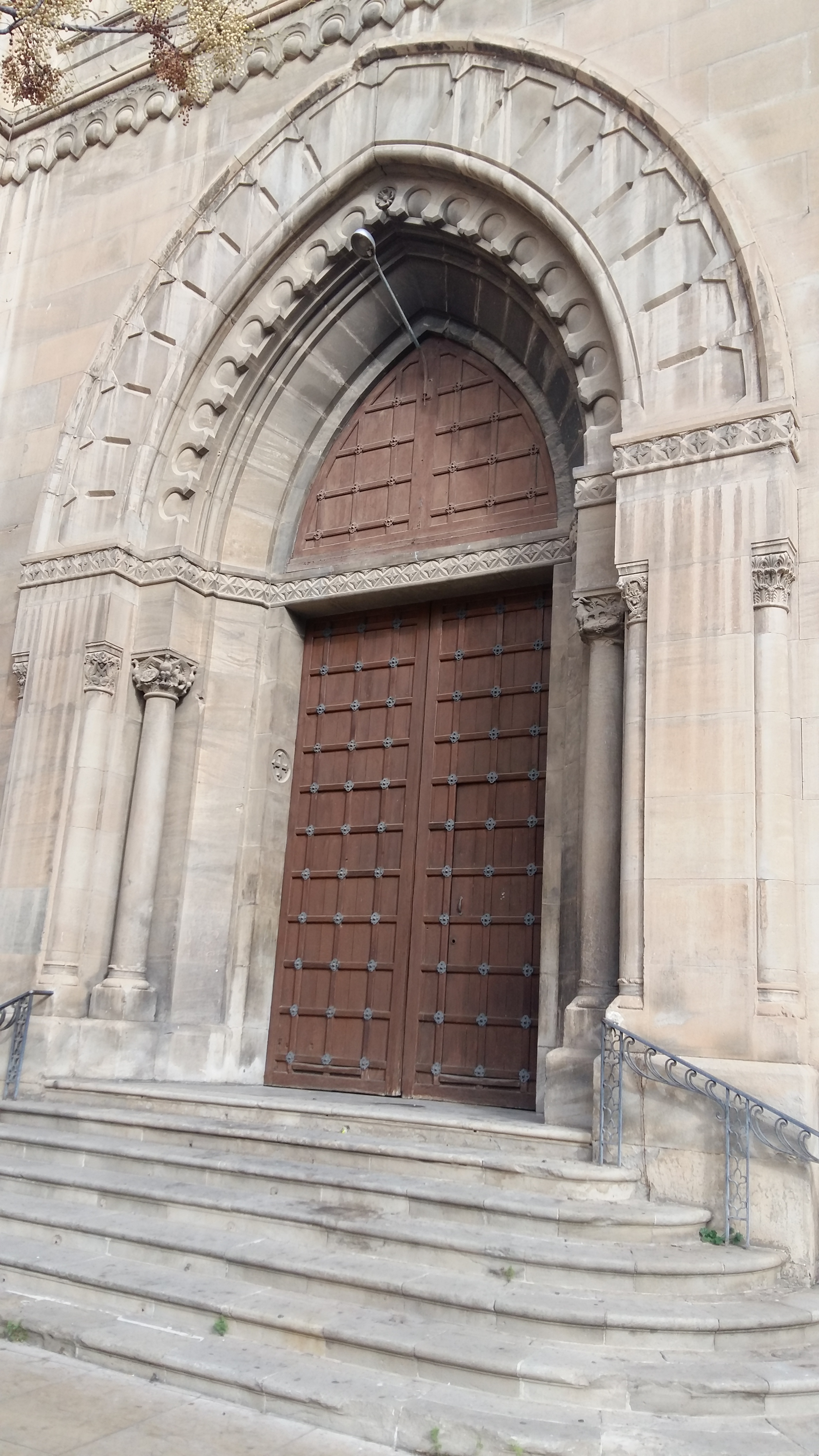
Imatge amb detall de portada de l'església de la plaça Sant Joan.

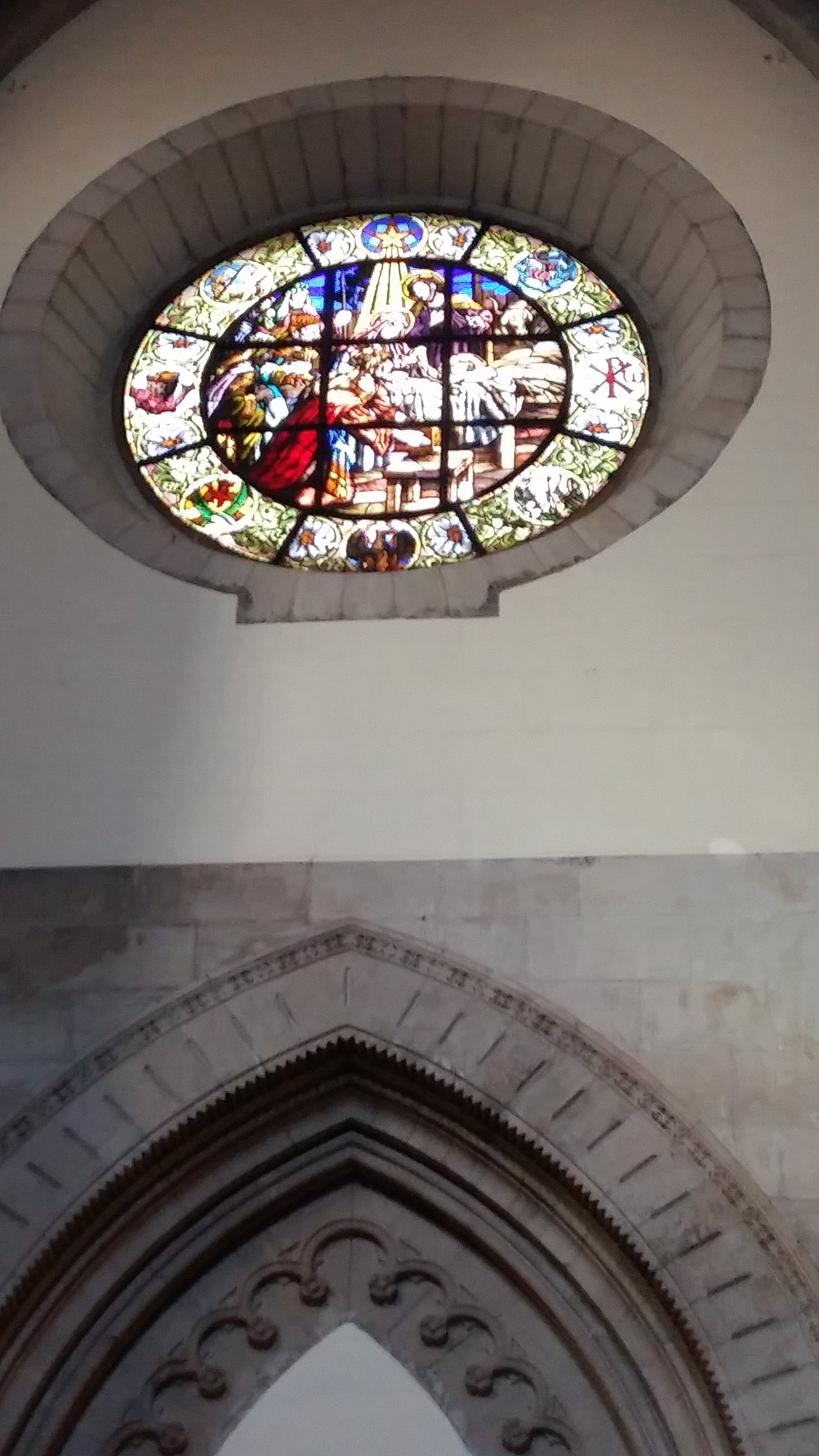
Vitrall escena Bíblica de l'església de Sant Joan

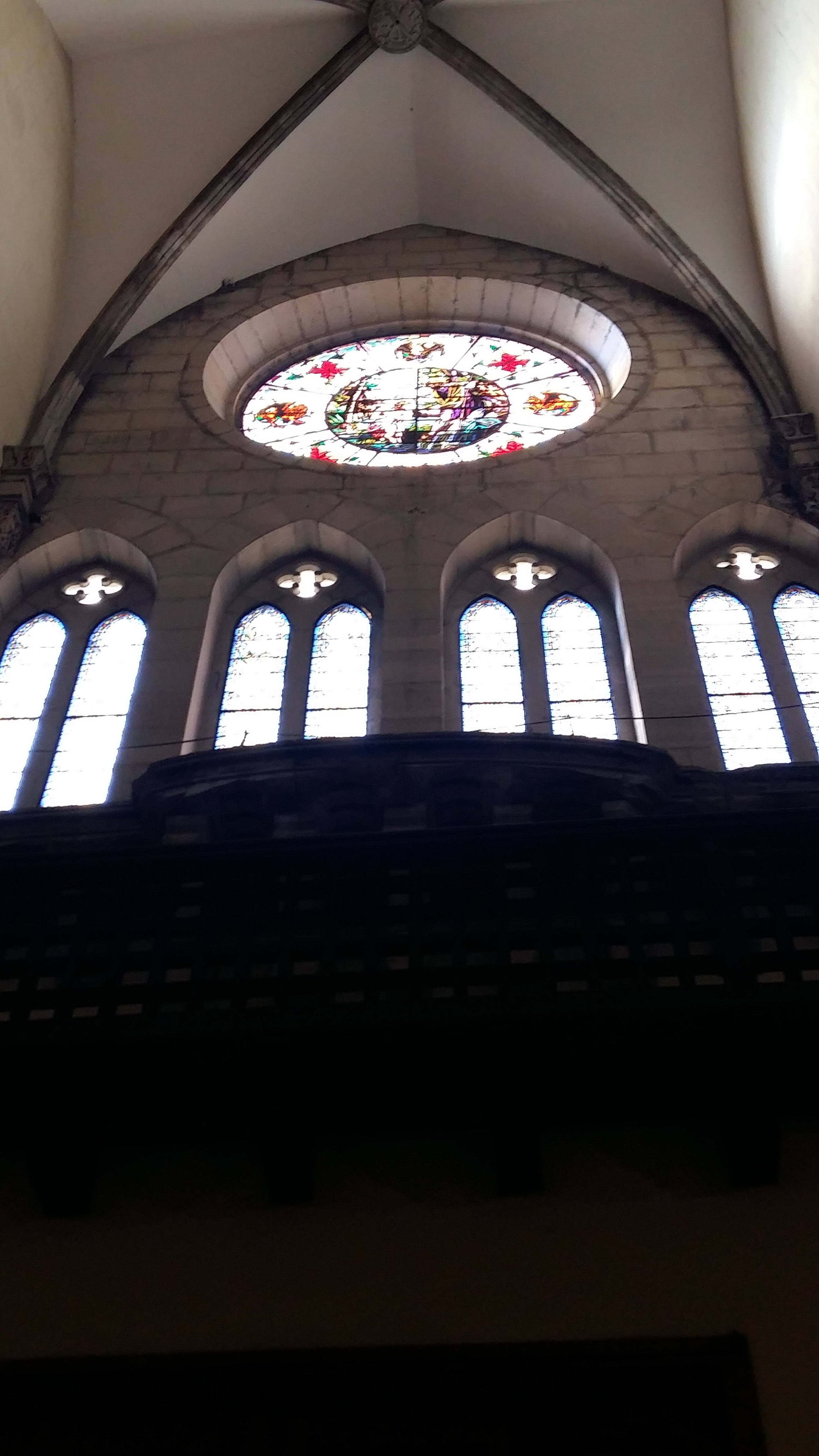
Vitrall interior Sant Joan.

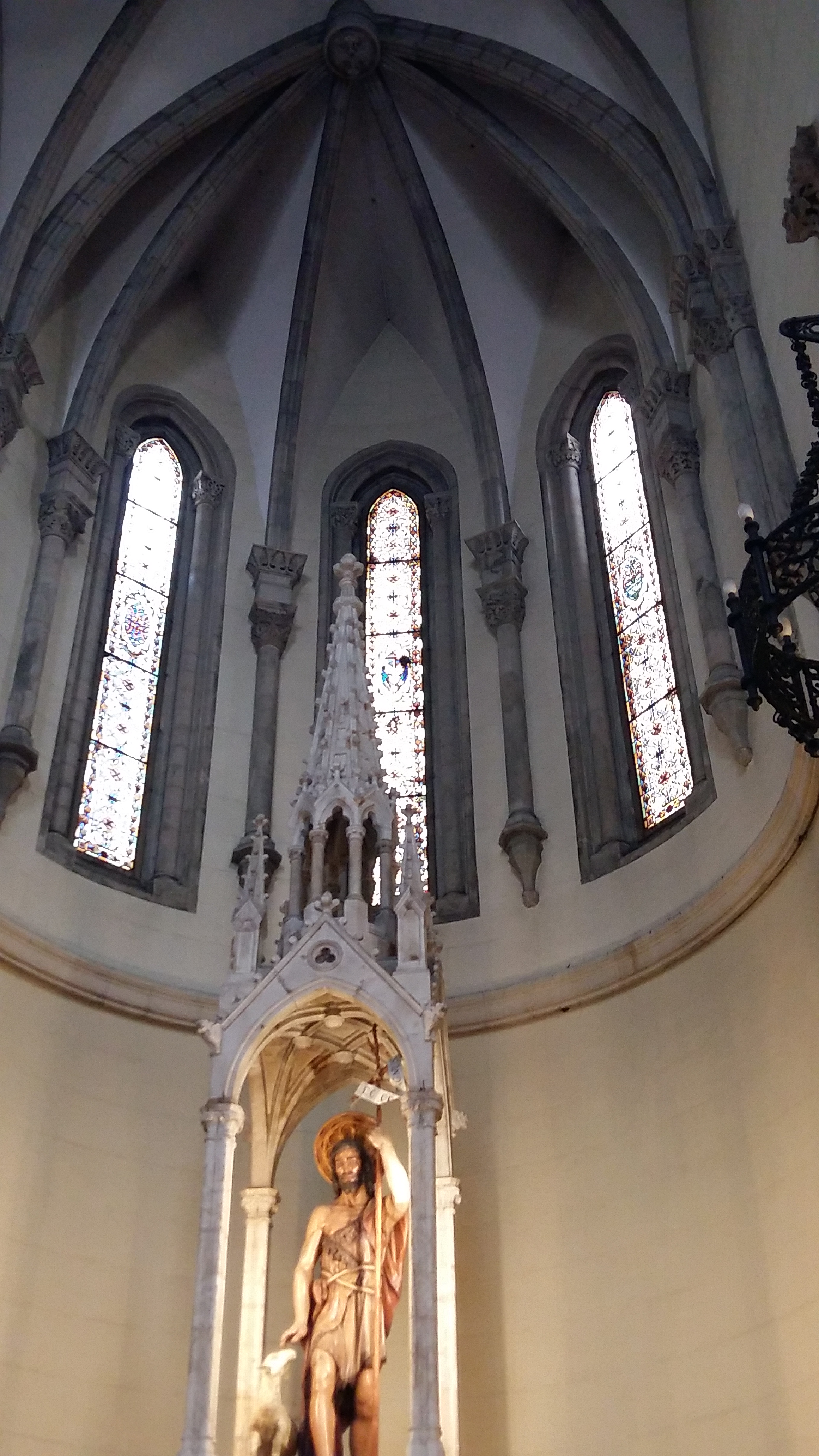
Sagrat cor de Sant Joan.

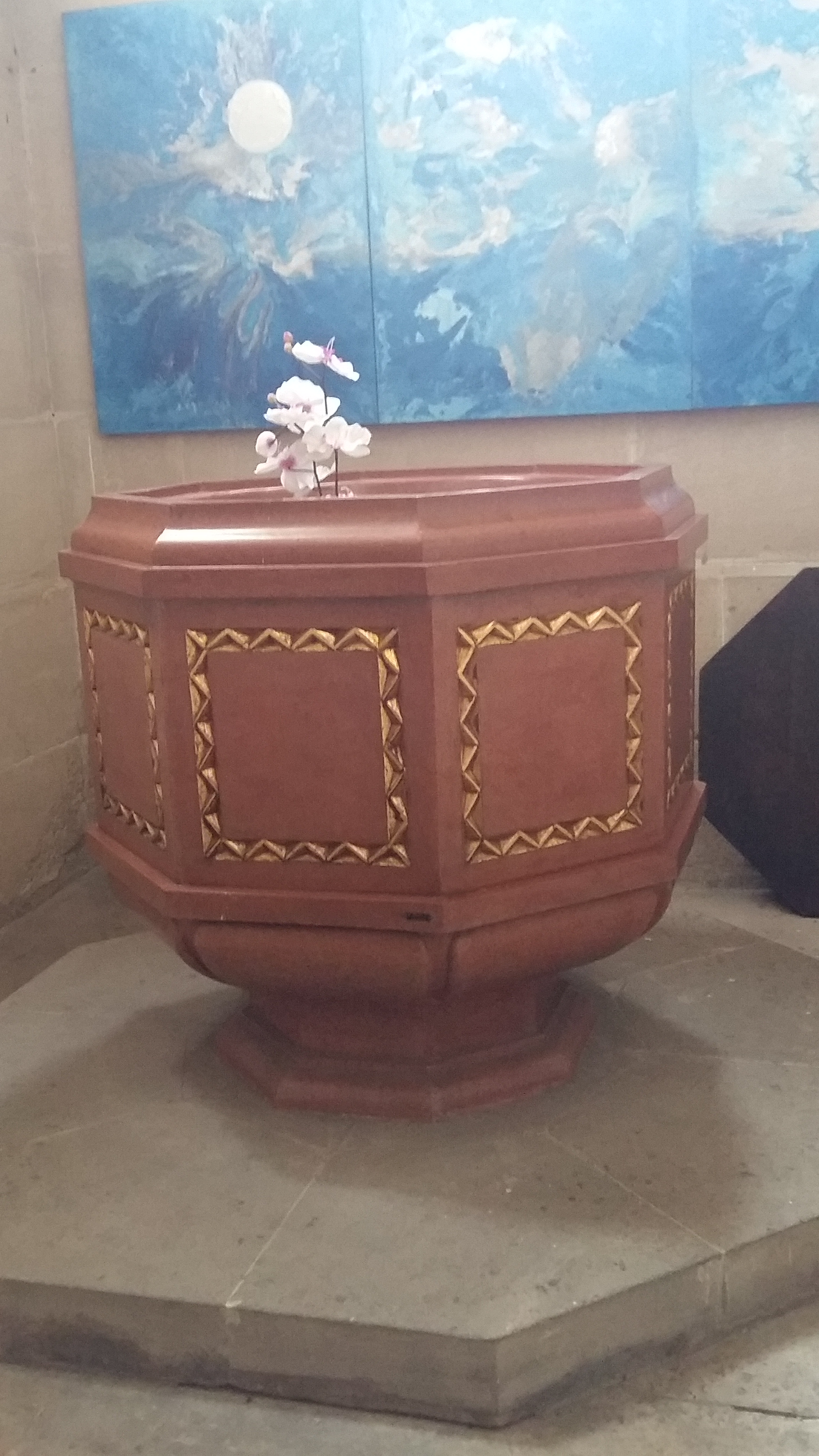
Baptisteri de marbre rosa de l'església

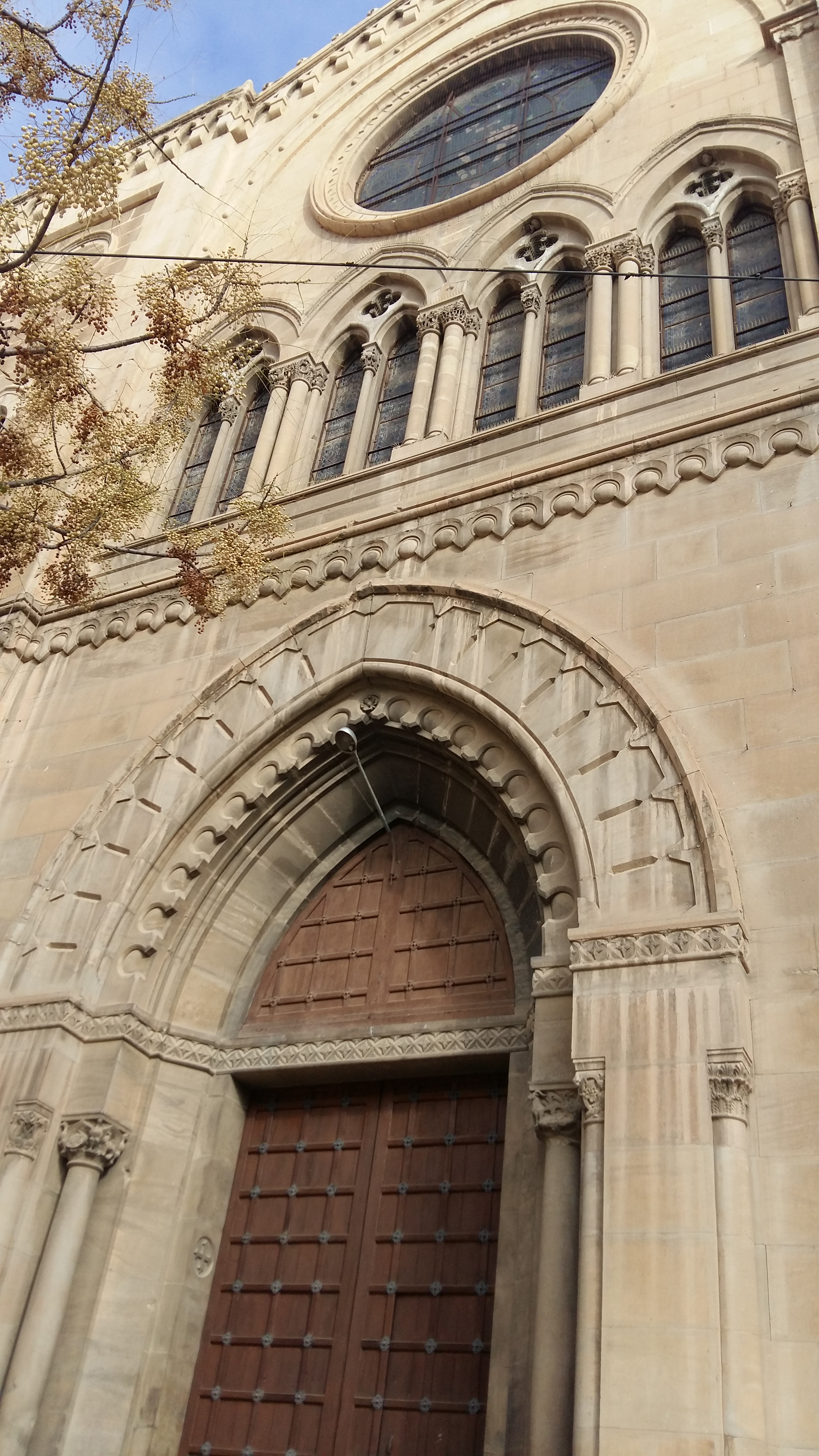
portada carrer lateral sant joan.

L'església de Sant Joan de Lleida és un monument de la ciutat de Lleida protegit com a bé cultural d'interès local. Ha patit diferents modificacions a causa del pas del temps. La construcció actual és datada del 1895 i, segons els plànols, no està acabada.

## Història
L'antiga església de Sant Joan era la parròquia més important de la ciutat de Lleida durant l'edat mitjana, ubicada al centre de la ciutat i envoltada per les residències de les famílies més importants de la ciutat, com els Gralla, els Riquer o els Remolins.
La primera referència de l'església és de la dècada de 1150, just després de la conquesta de 1149 i és possible que inicialment només fou una mesquita cristianitzada. Aquesta mesquita segurament s'enderroca a final del mateix segle XII, i es construí un nou temple tardoromànic, de nau única amb tres trams, un sol absis a llevant i volta de canó apuntada. Amb el pas dels anys i l'increment de població de la ciutat, l'església va haver de ser ampliada al segle xiv, amb substitució de la volta original per voltes de creueria, la construcció d'un campanar i l'afegiment d'una nau paral·lela a la principal. Atesos els canvis, l'any 1372 es tornà a consagrar.
En època del renaixement, hi hagué un quadre de l'Albert Dürer, també dos retaules del plateresc barroc. El 1601 es fabricà el cor sobre la porta principal de l'església
L'església fou enderrocada l'any 1868 durant la Revolució de Setembre, bàsicament per poder ampliar l'actual plaça de Sant Joan, desapareixent així un dels edificis més valuosos de la ciutat segons documenten descripcions antigues així com els escassos elements arquitectònics i escultòrics conservats.
En substitució de l'església enderrocada, es va construir un temple d'inspiració gòtica l'any 1895, incendiat a la dècada de 1930. La tasca de rehabilitació la portà a terme Regiones Devastadas cap al 1944. En fer les primeres obres, van localitzar en els fonaments restes de l'antic temple romà, en el qual presumptament s'hi van trobar diferents columnes cilíndriques, un capitell d'ordre corinti esculpit de grans dimensions de pedra provinent de Tarragona i fragments de fust estriat. Més endavant, en fer obres a la Plaça Sant Joan per a la construcció d'un aparcament subterrani, es trobaren novament restes (nivells de ceràmica medieval i murs romans), pertanyents al Baix Imperi i l'època medieval

### Sant Joan com a parròquia
La parròquia de Sant Joan la trobem ubicada en el cor de la ciutat, i degut a l'extensa demarcació territorial, un creixement feligresia de l'època (segle xii), té presència dins la societat i incidència ciutadana. Després de la recuperació del bisbat, posant fi a la dominació Islàmica, la primera preocupació del bisbe va ser l'organització de l'església: xarxes parroquials, personal eclesiàstic etc.
No va ser un procés immediat, calia tenir coneixement de la diòcesi i fer consultes; el 29 d'abril de 1168 naix la parròquia de Sant Joan de la Plaça (partida de naixement Ecclesiae Ilerdensis). Cal relacionar-ho amb la institució d'una canònica per la Seu Vella (estructurada en 25 canonges), a partir de la qual el bisbe reorganitzador de la mensa catòlica creà grups parroquials regits per canonges, que tenien al seu càrrec les rendes de l'església per mensualitats, la jurisdicció i administració depenia directament del capítol.
L'actual plaça sant Joan ubicada davant de l'església, esdevingué la plaça major de la ciutat.

## Arquitectes del temple

### Julio de Saracibar i Celestí Campmany
Julio de Saracibar va ser l'arquitecte de Lleida del tercer quart de segle xix, autor del projecte de Sant Joan, que ha quedat com la seva única obra a la ciutat. Altres projectes seus no portats a terme foren l'ampliació i porticat de la plaça de Sant Joan i la urbanització de l'entorn de l'estació de ferrocarril.
Va ser present a l'acte de col·locació de la primera pedra i va presenciar l'inici de la construcció fins que tornà al seu Bilbao natal, i es feu càrrec del projecte en Celestí Campmany.
Celestí Campmany va nàixer a Lleida el 1847, va estudiar arquitectura a Madrid i es casà amb una madrilenya, fins que es va quedar vidu i tornà a la seva ciutat. D'entre la seva obra a Lleida, destaca el Seminari, actual universitat.
A l'església de Sant Joan, Campmany obrí la porta lateral que dona als porxos de Sant Joan i va afegir diversos pisos damunt de la sagristia per posar-hi despatxos i dependències de la parròquia.

## Descripció
És una església de planta basilical formada per una nau central i dues laterals d'alçada menor, amb un creuer tancat per un costat. La seva façana és neogòtica a base d'obertures ogivals, diferents rosasses dues al transsepte i una tercera al peu de la nau, presenten escenes de l'Epifania, Assumpció de la Mare de Déu i el Baptisme de Jesús, també una cornisa que remata tot l'edifici. La porta lateral és una còpia d'estil romànic lleidatà. Disposa de murs de càrrega, volta de creueria i la coberta amb cavalls. Pedra, fosa i teula àrab.

### Portada
Un altre aspecte que mereix ser comentat amb relació a la portalada de Sant Joan és la presència d'elements escultòrics adossats a l'arrencada de les arquivoltes, just per sobre dels capitells. Sabem que hi havia una Epifania i diverses representacions de sants. Típic del context de les portalades lleidatanes, en què també trobem escultures disposades de forma similar.

#### Els vitralls
Els vitralls cromàtics i amb grisalla amb variació d'imatges i textures donen lluminositat a l'església. Executats en diferents fases per Josep Maria Bonet, format per Antoni Oriach i Rovira, pertanyen al art gòtic on el plom retroba la seva funció inicial.
L'església en conjunt disposa de dotze finestres amb vitrall amb imatges de cos sencer, amb decoració de sants i santes a diferència de les finestres de l'absis principal conté decoració geomètrica amb el símbol marià.
També hi ha un filacri, amb text d'Agnus Dei al centre i tres lliris blancs, símbol de puresa. Els quatre finestrals als peus de la nau principal, formats per llancetes utilitzades d'enllaç d'elements florals i tiges carnoses de diferents cromatismes.

#### Altar major
La construcció de l'altar major de Sant Joan fou finançada pel fons de regiones devastadas i fou obra de Pere Domènech i Roura, fill de Lluís Domènech i Muntaner.
Va ser realitzat amb alabastre blanc de Sarral i rematat amb una agulla que s'aixecà fins a 12,30m. Conté la talla policromada del sant, realitzada per l'escultor reusenc Modest Gené. Aquest altar consta de més de dues mil tres-centes peces.

#### Altar del Santíssim substituït per un Sagrat Cor
Projectat per l'arquitecte Marià Gomà, dirigit a la Pietat, patrona dels excombatents, va ser traslladat a l'església dels Dolors. Avui dia el presideix una altra talla, un Sagrat Cor de J.Gort policromat, de factura realista amb tocs lineals.

#### Altar de la Puríssima
Obra de R.Borràs, és d'estil gòtic modernitzat. Presidit per la Purísima (donació de les germanes Abizanda), Sant Nicolas i Sant Antoni, talles de J. Gort.

#### Altres Altars
L'altar de la verge del Pilar situat a la nau de l'esquerra davant la porta del carrer Sant Joan és també de l'arquitecte Marià Gomà.
També trobem el altar de Sant Isidre, avui de la verge de Fàtima,obra realitzada amb marbre de diferents colors. El de Sant Josep, en fusta tallada per R.Borràs i la part baixa de pedra rosa. Les imatges de St.Josep, St Ramon Nonat, i St. Vicent van ser a càrrec del feligrès Josep Escuder.

#### Baptisteri
Consta d'una pila de marbre taronja i una pintura que representa l'escena del baptisme de Jesús. Obra de Roig Nadal.

#### Capitells i mènsules
L'encarregat de fer els capitells i mènsules va ser Magrinyà, que adornen el temple amb motius variats: figures cíviques i bíbliques, animals, escenes religioses, escuts, tradicions, jocs etc.
També trobem un capitell que subjecta bagues fetes amb la mateixa pedra, actualment solament pengen dos trossos desiguals a causa de l'incendi del 1936.
Gairebé tots els capitells tenen semblança amb els de la Seu Vella, que segurament van servir de model per als escultors.
Coincidint amb la construcció del nou temple parroquial de Sant Joan, obra en la qual el bisbe es va implicar de ple, Meseguer s'interessà per aquests elements, els va incorporar al fons del Museu que havia de fundar poc després. Malauradament, aquesta notícia de 1893 no detalla quants capitells van ingressar als fons diocesans, com tampoc altres dues referències del 1917 i el 1924 en què novament s'esmenten als fons diocesans elements escultòrics procedents de l'església enderrocada. En canvi, a la catalogació de 1934 consten dos capitells amb els números d'inventari antic 2 i 3 que no podem associar a cap dels actualment conservats al Museu de Lleida.

## Curiositats

### Sant Joan acull les Corts Catalanes
L'1 de desembre de 1460 l'església de Sant Joan de Lleida acollí les Corts Catalanes, presidides pel rei Joan II. S'hi havia de resoldre la qüestió dinàstica que enfrontava el rei amb el seu fill Carles de Viana, que seria reconegut com a primogènit i nomenat hereu de la Corona, per davant del seu germanastre Ferran, nascut del segon matrimoni de Joan II amb Joana Enríquez. Tots creien que seria així perquè el rei l'havia citat el 2 de desembre per entrevistar-lo. Carles de Viana arribà tranquil, protegit per les immunitats que li donaven les Corts ja inaugurades, però Joan II el detingué i el portà presoner a Fraga. Les Corts es dissolgueren no sense demanar abans la immediata llibertat del Príncep i nomenar una comissió perquè la gestionés. Es van reunir a l'església de Sant Joan el dia 8, on acordaren transmetre un ultimàtum al rei, que es trobava al Palau episcopal. El rei es va veure obligat a alliberar Carles de Viana qui, malauradament, va morir tres setmanes després, la qual cosa provocà l'inici de la Guerra civil catalana.